# Hectorspruit
Hectorspruit, appelée aussi Emjejane depuis 2005, est une petite ville agricole située entre Kaapmuiden et Komatipoort sur les berges de la Rivière Crocodile dans la province du Mpumalanga en Afrique du Sud.
La région produit de la canne à sucre, des fruits et des légumes. 

## Étymologie
Le nom d'Hectorspruit dérive du nom du chien de S. de Kock, l'ingénieur en chef de la ligne de chemin de fer reliant Pretoria à la Baie de Delagoa (ancien nom de la Baie de Maputo), qui serait mort de la nagana.

## Histoire
En septembre 1900 se tient à Hectorspruit un conseil des Boers jusqu’au-boutistes dits "The Bitter Enders" pour décider des conditions de la poursuite de la guerre de guérilla.

## Démographie
La ville compte 3096 habitants (78% de noirs et 21% de blancs), majoritairement de langue siswati (55%) selon le recensement de 2011.